# Прокопій Скитопольський
Прокопій або Прокопій Скитопольський (англ. Procopius of Scythopolis, Єрусалим, Ізраїль — 303, Кесарія Палестинська, Ізраїль) — християнський великомученик IV століття зі Святої землі. Був читцем при церкві в Скитополі (сьогоднішній Бейт-Шеан, Ізраїль)

## Агіографія
Святий Прокопій був родом із Єрусалима і вже з юних літ вів чеснотливе християнське життя. Жив тільки на хлібі й воді, які споживав 2–3 рази на тиждень. Усе своє життя Прокопій вивчав Святе Письмо. Був читцем при церкві в Скитополі і проганяв злих духів покладанням рук. Погани ув'язнили Прокопія і звеліли йому поклонитися божкам. Коли він відмовився, мужньо визнаючи свою віру в Христа, йому відрубали голову 303 року у Кесарії Палестинській. Прокопій став першим мучеником за Христову віру в Палестині.
- Пам'ять — 21 липня (Святого великомученика Прокопія)  У народі цей день вважали непростим днем. Предки остерігалися надмірної активності, уникали важливих починань і відповідальних справ. Особливу обережність виявляли щодо сонця. Вірили, що саме цього дня легко отримати тепловий удар чи сонячні опіки. Від купання у водоймах також утримувалися. У народній уяві трагедії на воді приписували русалкам, а перегрів злим польовим духам.  Цього дня традиційно починали заготівлю раннього сіна. Перший сніп українці берегли як оберіг. Ставили його в куток хати й не чіпали аж до Покрови. А щоб спина не боліла, жінки під час роботи затикали за пояс кілька колосків.[3]

## Джерело
- Рубрика Покуття. Календар і життя святих. (дозвіл отримано 9.01.2008)